# Marcos Moneta
Marcos Moneta (Buenos Aires, 7 de março de 2000) é um jogador de rugby sevens argentino.

## Carreira
Ele representou a Argentina nas Olimpíadas da Juventude de Verão de 2018 e fez parte da equipe que derrotou a França por 24–14 na final e conquistou a medalha de ouro no torneio masculino. Em 2021, ele marcou um hat-trick de try em uma partida contra o Quênia na final da final do Mi Visión del Juego e também foi declarado o MVP do torneio. Moneta integrou Seleção Argentina de Rugby Sevens nos Jogos Olímpicos de Verão de 2020 em Tóquio, quando conquistou a medalha de bronze após derrotar a equipe britânica por 17–12.